# Isopaches bicrenatus
Isopaches bicrenatus är en bladmossart som först beskrevs av Casimir Christoph Schmidel och Franz Georg Hoffmann, och fick sitt nu gällande namn av Hans Robert Viktor Buch. Isopaches bicrenatus ingår i släktet Isopaches och familjen Anastrophyllaceae. Inga underarter finns listade i Catalogue of Life.